# José María González Trevilla
José María González Trevilla fue un industrial y político español, que ocupó la alcaldía de Santander, y fue senador por tres provincias españolas en un periodo inferior a diez años.

## Biografía
Regidor del Ayuntamiento de Santander durante cuatro años entre 1894 y 1898, fue sustituido en el cargo por José del Piñal Echeguren, tras presentar la dimisión con el fin de dedicarse a su nuevo cargo: Senador por la entonces española provincia de Santa Clara, actual Provincia de Villa Clara, en Cuba.
Un año después, sería Senador por la provincia de Santander, entre los años 1899 y 1902, y posteriormente, entre 1905 y 1907, lo sería también por la provincia de Lérida.
| Predecesor: Fernando Lavín Casalís | Alcalde de Santander 1894 - 1898 | Sucesor: José del Piñal Echeguren |